# ショート シーミュー

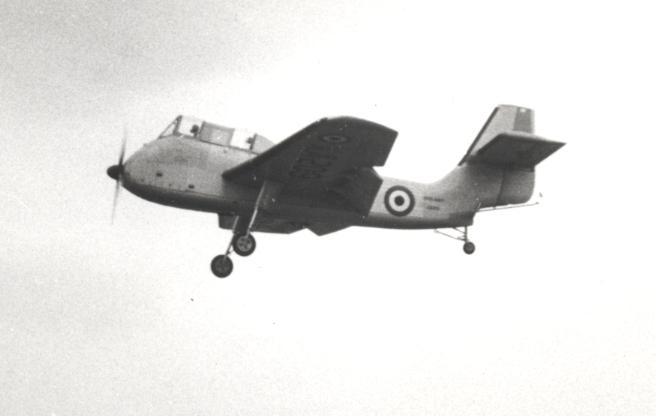
シーミューの試作機XA209

ショート シーミュー （Short SB.6 Seamew） は1950年代にイギリスで試作された艦上対潜哨戒機である。エンジンにはターボプロップを採用し、軽量で安価な機体として開発された。しかし、防衛費削減により配備予定部隊が解体されたため、わずか19機の生産で終わってしまった。

## 概要
1950年に艦上対潜哨戒機としてフェアリー ガネットの採用を決めたイギリス海軍は、1951年に軽量でコストの安い対潜哨戒機の開発を開始した。1952年にショート社に対して試作発注が出され、原型第1号機は1953年8月に初飛行した。
本機はアームストロング・シドレー マンバ ターボプロップエンジンを装備した単発機だったが、コクピットは視界を確保するため機首前部ギリギリの位置に配置された。また対潜レーダーは機首の真下に装備した。このため、機首の下部に車輪を格納することができず、降着装置は尾輪式を採用した。また、機体構造の簡素化や重量軽減のため、固定脚となっていた。主翼は、主脚の外側の位置から折りたたむことが可能だった。武装は、胴体内に設けられた爆弾倉に魚雷、爆雷等を搭載するほか、主翼のパイロンにロケット弾や小型爆弾を装備することができた。
1955年には生産型41機が海軍から発注され、生産型は海軍義勇予備隊（RNVR）のグラマン アヴェンジャー哨戒機と交替させる予定だった。同時に空軍からも、近距離哨戒機として運用するための発注があった。しかし、翌1956年に最初の生産型が完成したころには、空軍の本機に対する興味は薄れており、発注はキャンセルされてしまった。また、海軍でも1957年に防衛費削減のためRNVRが解体されてしまったため本機の配備先がなくなってしまい、生産はキャンセルされることになった。それまでの生産機数は19機で、この内海軍に納入されたのはわずか7機であった。本機のキャンセルの理由としては防衛費削減の他に、飛行性能、特に安定性が悪く絶えず改修を続けていたことに対して、軍が不安感を抱いてしまったこともあると言われている。

## スペック
- 全長： 12.5 m
- 全幅： 16.75 m
- 全高： 4.09 m
- 全備重量： 6,804kg
- エンジン：アームストロング・シドレー マンバ ターボプロップエンジン 1,590hp ×1
- 最大速度： 380km/h
- 実用上限高度：13,700m
- 航続距離： 1,200km
- 乗員 2名